# (8780) Forte
(8780) Forte – planetoida z pasa głównego asteroid okrążająca Słońce w ciągu 3 lat i 113 dni w średniej odległości 2,22 au. Została odkryta 13 czerwca 1975 roku w Obserwatorium Féliksa Aguilara przez Mario Cesco. Nazwa planetoidy pochodzi od Juana Carlosa Forte (ur. 1949), długoletniego pracownika Obserwatorium La Plata. Przed nadaniem nazwy planetoida nosiła oznaczenie tymczasowe (8780) 1975 LT.